# Thành phố thuộc thành phố trực thuộc trung ương
Thành phố thuộc thành phố trực thuộc trung ương (thường được gọi ngắn là thành phố thuộc thành phố) là một loại hình đơn vị hành chính cấp hai từng tồn tại tại Việt Nam, tương đương với huyện, quận, thị xã và thành phố thuộc tỉnh (gọi chung là cấp huyện). Cấp hành chính này đã bị bãi bỏ vào ngày 1 tháng 7 năm 2025.
 Thành phố thuộc tỉnh

 Thành phố thuộc thành phố trực thuộc trung ương
Thành phố thuộc thành phố trực thuộc trung ương là một đô thị của một thành phố trực thuộc trung ương và cùng chung bộ tiêu chí với thành phố thuộc tỉnh.

## Lịch sử
Thành phố thuộc thành phố trực thuộc trung ương là loại hình đơn vị hành chính mới có từ năm 2013. Trước đó, theo Hiến pháp năm 1992, thành phố trực thuộc trung ương chỉ gồm ba loại hình đơn vị hành chính cấp huyện là quận, huyện và thị xã.
Sau khi sáp nhập toàn bộ diện tích và dân số của tỉnh Hà Tây cũ vào ngày 1 tháng 8 năm 2008, Hà Nội có hai thành phố là Hà Đông và Sơn Tây, tình trạng này duy trì đến ngày 7 tháng 5 năm 2009. Tuy nhiên vào thời điểm đó hai thành phố này được coi là các thành phố thuộc tỉnh do chưa có quy định về thành phố thuộc thành phố trực thuộc trung ương và đang trong giai đoạn chờ Chính phủ ban hành nghị quyết để điều chỉnh lại (việc điều chỉnh địa giới hành chính cấp huyện và cấp xã khi đó thuộc thẩm quyền của Chính phủ, còn Quốc hội chỉ thông qua việc điều chỉnh địa giới hành chính ở cấp tỉnh). Điều này cũng tương tự các trường hợp thành phố Đà Nẵng trực thuộc tỉnh Quảng Nam - Đà Nẵng cũ vẫn còn tồn tại một thời gian sau khi thành phố Đà Nẵng trực thuộc trung ương được thành lập (1/1–23/1/1997) hay thành phố Cần Thơ trực thuộc tỉnh Cần Thơ cũ vẫn tồn tại sau ngày thành lập thành phố Cần Thơ trực thuộc trung ương (1/1–2/1/2004). Khi đó các thành phố này không được xem là thành phố thuộc thành phố trực thuộc trung ương mà chỉ là trường hợp ngoại lệ trong giai đoạn chờ nghị quyết của Chính phủ về việc thành lập các quận, huyện mới. Ngày 8 tháng 5 năm 2009, thành phố Hà Đông đã được chuyển thành quận và thành phố Sơn Tây chuyển thành thị xã theo nghị quyết của Chính phủ.

## Quy định trong luật pháp

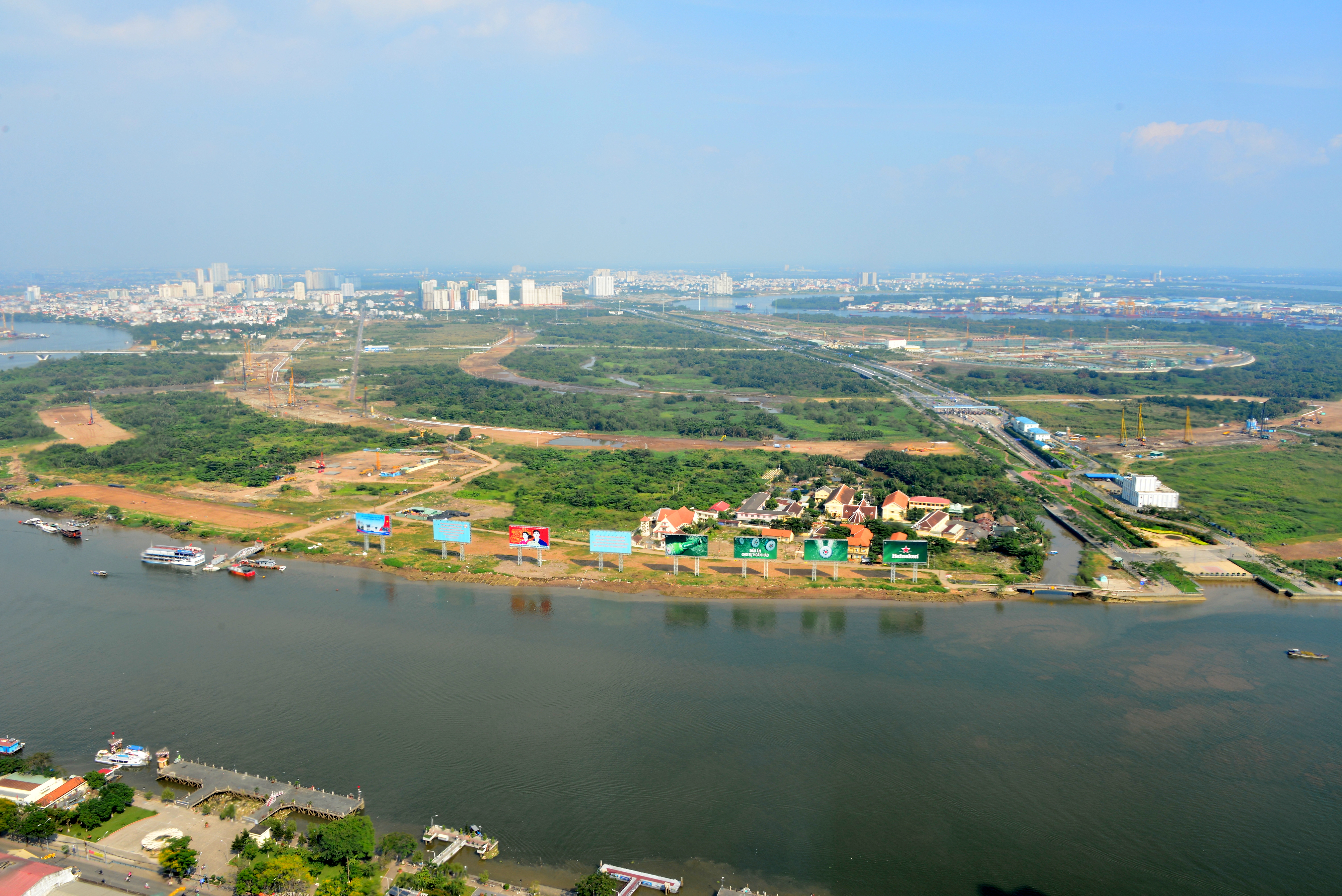
Toàn cảnh Khu đô thị mới Thủ Thiêm tại Thành phố Hồ Chí Minh vào năm 2015

Trong Hiến pháp 2013, Chương IX: Chính quyền địa phương, Khoản 1 Điều 110 có quy định: "Tỉnh chia thành huyện, thị xã và thành phố thuộc tỉnh; thành phố trực thuộc trung ương chia thành quận, huyện, thị xã và đơn vị hành chính tương đương" tuy nhiên không đề cập rõ "đơn vị hành chính tương đương" là gì. Việc bổ sung đơn vị hành chính tương đương cấp huyện này là cơ sở hiến định quan trọng để tổ chức các mô hình cơ quan quản lý tại các đô thị có mức độ đô thị hóa cao ở Việt Nam. Cụ thể, Thành phố Hồ Chí Minh lúc bấy giờ đang xúc tiến thí điểm Đề án chính quyền đô thị mà trong cấu trúc có đơn vị hành chính thành phố thuộc Thành phố Hồ Chí Minh.
Trong Luật Tổ chức chính quyền địa phương 2015 (sửa đổi, bổ sung 2019), quy định tại Điều 2: Đơn vị hành chính, Chương I: Những quy định chung:

Các đơn vị hành chính của nước Cộng hòa xã hội chủ nghĩa Việt Nam gồm có:
1. Tỉnh, thành phố trực thuộc trung ương (sau đây gọi chung là cấp tỉnh);
2. Huyện, quận, thị xã, thành phố thuộc tỉnh, thành phố thuộc thành phố trực thuộc trung ương (sau đây gọi chung là cấp huyện);
3. Xã, phường, thị trấn (sau đây gọi chung là cấp xã);
4. Đơn vị hành chính - kinh tế đặc biệt.

### Tiêu chuẩn của đơn vị hành chính
Theo Nghị quyết số 1211/2016/UBTVQH13 của Ủy ban Thường vụ Quốc hội ban hành năm 2016, tại Điều 5, Mục 2: Tiêu chuẩn của đơn vị hành chính đô thị, Chương I: Tiêu chuẩn của đơn vị hành chính thì một thành phố thuộc thành phố trực thuộc trung ương cần phải đáp ứng các tiêu chuẩn như sau:

Điều 5. Tiêu chuẩn của thành phố thuộc tỉnh, thành phố thuộc thành phố trực thuộc trung ương
1. Quy mô dân số từ 150.000 người trở lên.
2. Diện tích tự nhiên từ 150 km² trở lên.
3. Đơn vị hành chính trực thuộc:
a) Số đơn vị hành chính cấp xã trực thuộc có từ 10 đơn vị trở lên;
b) Tỷ lệ số phường trên tổng số đơn vị hành chính cấp xã từ 65% trở lên.
4. Đã được công nhận là đô thị loại I hoặc loại II hoặc loại III; hoặc khu vực dự kiến thành lập thành phố thuộc tỉnh, thành phố thuộc thành phố trực thuộc trung ương đã được phân loại đạt tiêu chí của đô thị loại I hoặc loại II hoặc loại III.
5. Cơ cấu và trình độ phát triển kinh tế - xã hội đạt quy định tại Phụ lục 1 ban hành kèm theo Nghị quyết này.

## Lịch sử
Ngày 9 tháng 12 năm 2020, Ủy ban Thường vụ Quốc hội ban hành Nghị quyết 1111/NQ-UBTVQH14 về việc sắp xếp các đơn vị hành chính cấp huyện, cấp xã và thành lập thành phố Thủ Đức thuộc Thành phố Hồ Chí Minh (nghị quyết có hiệu lực từ ngày 1 tháng 1 năm 2021). Theo đó, thành lập thành phố Thủ Đức thuộc Thành phố Hồ Chí Minh trên cơ sở sáp nhập toàn bộ diện tích và dân số của Quận 2, Quận 9 và quận Thủ Đức.
Ngày 24 tháng 10 năm 2024, Ủy ban Thường vụ Quốc hội ban hành Nghị quyết số 1232/NQ-UBTVQH15 về việc sắp xếp đơn vị hành chính cấp huyện, cấp xã của thành phố Hải Phòng giai đoạn 2023 – 2025 (nghị quyết có hiệu lực từ ngày 1 tháng 1 năm 2025). Theo đó, thành lập thành phố Thủy Nguyên thuộc thành phố Hải Phòng trên cơ sở toàn bộ 261,91 km² diện tích tự nhiên; quy mô dân số 382.103 người của huyện Thủy Nguyên và điều chỉnh 7,19 km² diện tích tự nhiên khu vực đảo Vũ Yên tại phường Đông Hải 1 thuộc quận Hải An.

## Danh sách thành phố thuộc thành phố trực thuộc trung ương trước khi giải thể
| Thành phố   | Trực thuộc            | Diện tích (km²) | Dân số (người) | Mật độ (người/km²) | Hành chính      | Thành lập  | Loại       | Hình ảnh |
| ----------- | --------------------- | --------------- | -------------- | ------------------ | --------------- | ---------- | ---------- | -------- |
| Thủ Đức     | Thành phố Hồ Chí Minh | 211,56          | 1.013.795      | 4.800              | 34 phường       | 01/01/2021 | I          |          |
| Thủy Nguyên | Hải Phòng             | 269,10          | 397.570        | 1.477              | 17 phường, 4 xã | 01/01/2025 | III (2024) |          |